# Markstridsskolan (Sverige)

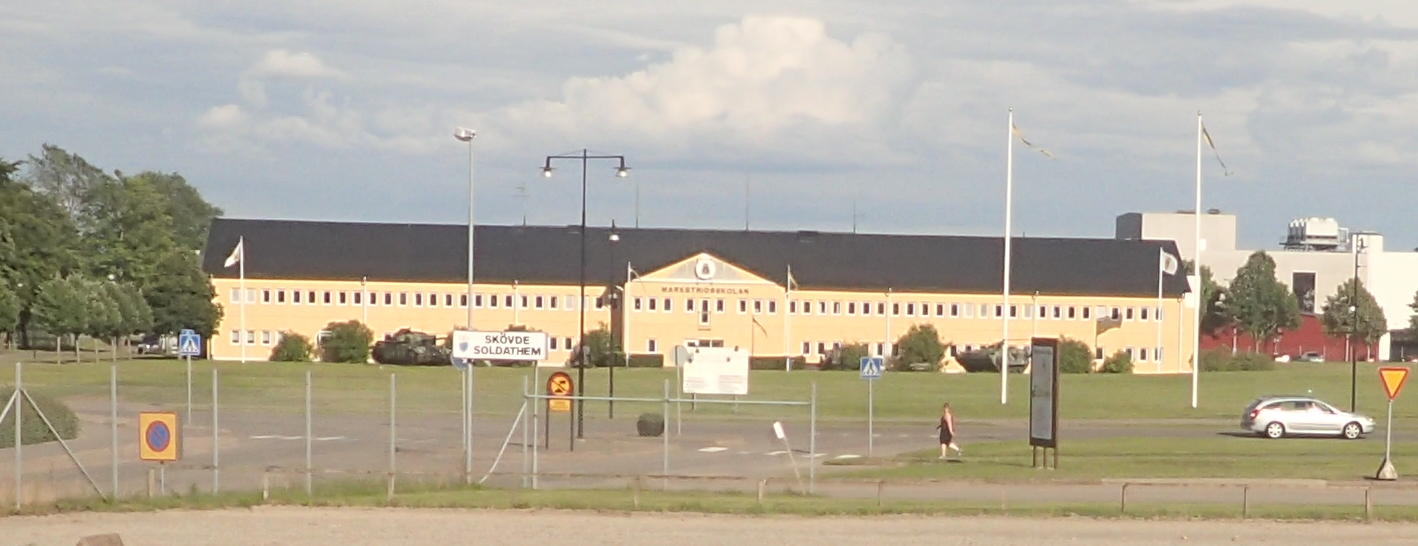
Markstridsskolan i Skövde.

Markstridsskolan (MSS) är en truppslagsgemensam fack- och funktionsskola inom svenska armén som verkat sedan 1999. Förbandsledningen är förlagd i Skövde garnison i Skövde.

## Historia
Genom skolutredning "En samordnad militär skolorganisation" (SOU 1997:112), vilken utredde ett nytt militärt skolsystem, som regeringens utredningsman genomförde i samverkan med Försvarsmakten och Försvarshögskolan, föreslog skolutredningen att Stridsskola Nord (SSN) i Umeå garnison, Stridsskola Mitt (SSM) i Kvarn och Stridsskola Syd (SSS) i Skövde garnison skulle upplösas och avvecklas som separata skolor och istället inordnas i en ny skola. Den nya skolan, Markstridsskolan (MSS), föreslogs att den skulle lokaliseras till Skövde och utgöras av skolstab i Skövde och tre skoldelar i Boden, Kvarn och Skövde. Regeringen delade utredningens förslag och föreslog därmed i sin proposition 1997/98:1 utgiftsområde 6, att de tre stridsskolorna skulle upplösas och avvecklas och i dess ställe organiseras Markstridsskolan (MSS). Stridsskolorna  upplöstes och avvecklades den 31 december 1998. I dess ställe bildades den 1 januari 1999 Markstridsskolan (MSS).
I samband med försvarsbeslutet 2000 kom skolbataljonerna vid Markstridsskolan att överföras den 1 juli 2000 till Skaraborgs regemente (P 4). Då ett flertal vapensystem utgick reducerades skolbataljonen i Kvarn till att omfatta ett förstärkt kompani.
Vid en befordringsceremonin på arméstaben i Enköping den 17 oktober 2022, utnämndes Markstridsskolans chef Rickard Johansson till chef 1. divisionen samt befordrades till brigadgeneral av arméchefen, generalmajor Karl Engelbrektson. Att chefen för Markstridsskolan även utsågs till divisionschefen, ansågs och berodde enligt arméchefen sambandet mellan Markstridsskolans uppdrag att utveckla divisionen och divisionschefens uppgift att leda den i krigsorganisationen.

## Verksamhet
Sedan den 1 januari 1999 ansvarar Markstridsskolan för utbildning av Försvarsmaktens blivande chefer. Vid Markstridsskolan utbildas både specialistofficer och taktisk officer. Specialistofficersutbildningen är 18 månader, och är huvudsakligen förlagd till Kvarn.  Utbildningen till taktisk officer utgår från Militärhögskolan Karlberg, men där del av utbildningen förläggs till Försvarsmaktens fack- och funktionsskola, och där Markstridsskolan tar emot kadetter med inriktning mot markstrid.

## Ingående enheter

### MSS Boden
Markstridsskolan Boden (MSS Boden) var ett detachement och underenhet till Markstridsskolan. I samband med att Stridsskola Nord (SSN) upplöstes och avvecklades den 31 december 1998, kom delar av skolan att omlokaliserades till Boden den 1 januari 1999 för att där bilda Markstridsskolan Boden. I Boden var detachementet samlokaliserade med Norrbottens regemente och Norrbottensbrigaden (MekB 19). Personalen vid skolenheten i Boden bemannades med personal från Norrbottens regemente och Norrbottensbrigaden (MekB 19), Lapplands jägarregemente (I 22/GJ 66), Ångermanlandsbrigaden (NB 21), Norrlands artilleriregemente (A 8) och Norrlands dragonregemente (K 4).
Den 1 juli 2000 överfördes Markstridsskolan Boden (MSS Boden) till Norrbottens regemente (I 19), och tilldelades namnet Utvecklingsenhet Vinter, med uppgiften att samordna och utveckla vinterutbildningen med övriga Norrlandsförband. År 2004 omorganiserades Utvecklingsenhet Vinter och bildade Försvarsmaktens vinterenhet (FMVE), under Norrbottens regemente. Enheten organiserades med ledning och funktionsavdelning i Boden, och en utbildningsavdelning i Arvidsjaur, vilka har uppgiften att samordna och utveckla Försvarsmaktens vinterförmåga.

### MSS i Kvarn
Den tidigare Stridsskolan i Kvarn, Stridsskola Mitt, utgjordes av mekaniserad skolbataljon, även kallas Grenadjärbataljonen. År 2000 överfördes bataljonen organisatoriskt till Skaraborgs regemente (P 4), men kvarstod som övningsbataljon i Kvarn. År 2005 reducerades bataljonen till ett förstärkt kompani, Grenadjärkompaniet. Skolverksamheten i Kvarn var tidigare inriktad på strid i småbruten eller betäckt terräng. När Försvarsmakten övergick 2009 till ett tvåbefälssystem, utbildar Markstridsskolan både specialistofficerare och officerare i Kvarn. I Kvarn finns delar av Tränings-, Utbildnings- och Utvecklingsenheten samt stab grupperade.
Grenadjärkompaniet är sedan 2016 organiserat som 2. brigadspaningskompaniet och är ett krigsförband vid Skaraborgs regemente (P 4). Kompaniet är arvtagare till Grenadjärbataljonen. Namnet Grenadjärbataljonen härstammar ifrån den fredsorganiserade bataljonen vid Livgrenadjärregementet och från 1994 vid Livgrenadjärbrigaden. Namnet övertogs av övningsbataljonen i Kvarn efter att regementet och brigaden avvecklades 1997.

### MSS i Skövde
I Skövde finns delar av Utvecklings-, Utbildnings- och Träningsenheten samt del av staben grupperade. I Skövde utbildas blivande kompanichefer vid taktisk kurs Armén (TaKA), bataljonschefer och den högre specialistofficersutbildningen (HSOU). Skoldelen i Skövde utgjordes ursprungligen av en mekaniserad skolbataljon, Wästgöta bataljon, med kompanierna Laske- och Gudhem kompani. Skolverksamheten var ursprungligen inriktad på strid i öppen eller småbruten terräng. 

## Förläggningar och övningsplatser
I Skövde är skolan samlokaliserad med övriga förband inom Skövde garnison. Skaraborgs regemente (P 4). I Kvarn är skolan förlagd till det läger som uppfördes i början av 1960-talet till dåvarande Infanteriets stridsskola (InfSS), och som stod helt klart 1966. Lägret i Kvarn ligger på Prästtomta skjutfält där även Försvarsmakten uppfört Sveriges största anläggning för strid i bebyggelse. Anläggning omfattar totalt 42 byggnader.

## Heraldik och traditioner
När skolan bildades antogs "Pansarkamrater" (Green) som förbandsmarsch, vilken fastställdes den 22 mars 1999 av Högkvarteret. Marschen var ett arv från Stridsskola Syd, men som ursprungligen tillägnats Pansartruppskolan. Samtidigt som skolans förbandsmarsch fastställdes, antog skolan även traditionsmarscherna "Vaktombytet" (V. Holtz), vilken är ett arv från Västgöta regemente. Där skolans utbildningsbataljon i Skövde, Wästgöta bataljon, var arvtagare till regementet. "Coburger marsch" (okänd), ett arv från Stridsskola Nord. "Gå på marsch" (Sernklef), ett arv från Stridsskola Mitt. År 2002 instiftades Markstridsskolans förtjänstmedalj i guld och silver.
År 2011 påbörjade överste Michael Claesson arbetet med att ta fram en fana för Markstridsskolan. Ett förslag som väcktes från Markstridsskolan var att man ville ha en fana där den dominerande färgen var svart, detta med bakgrund till att den svarta färgen är dominerande i det heraldiska vapnet. Försvarets traditionsnämnd avslog förslaget, med hänvisning att den svarta färgen traditionellt förknippas med ingenjörtrupperna. Och där Göta ingenjörregemente bär en svart fana. Vidare ansåg Försvarets traditionsnämnd att svarta fandukar kan förknippas med 1930-talets fascistiska rörelser. Den 10 februari 2015 var fanan färdig för den traditionsenliga fanspikningsceremonin, där förbandets heraldiska vapen vilade på en svart och gul fanduk. Vid ceremonin närvarande tre tidigare chefer vid Markstridsskolan, brigadgeneral Klas Eksell, brigadgeneral Micael Claesson och överste Ingemar Gustafsson, samt dåvarande chef, överste Gustaf Fahl, tillsammans med ställföreträdande chefen överstelöjtnant Sven Antonsson. Fanspikningen genomfördes på Armémuseum där fanan fästes på fanstången. Den 19 september 2015 överlämnade kung Carl XVI Gustaf Markstridsskolans nya förbandsfana under en högtidlig ceremoni i Skövde. Fanan är baserad på färgerna, gult, vitt, svart. Vilka symboliserar skolans historik och ursprung från truppslagen infanteriet, kavalleriet och pansartrupperna.

## Förbandschefer
Förbandschefen titulerades skolchef och hade åren 2000–2022 tjänstegraden överste. Åren 2022–2024 innehade chefen Markstridsskolans tjänstegraden brigadgeneral och var tillika chef 1. Divisionen.

- 1999-01-01–2000-06-30: Överste av 1:a graden Jan Bergström
- 2000-07-01–2003-04-15: Överste Björn Tomtlund
- 2003-04-16–2006-06-30: Överste Ingemar Gustafsson
- 2006-07-01–2007-05-13: Överste Göran Mårtensson
- 2007-05-14–2007-07-31: Överstelöjtnant Michael Nilsson (Tjf.)
- 2007-08-01–2010-12-31: Överste Klas Eksell
- 2011-01-01–2012-05-13: Överste Michael Claesson (avbrott för internationell tjänstgöring)
- 2012-05-14–2012-08-31: Överstelöjtnant Sven Antonsson (Tjf.)
- 2012-09-01–2013-03-31: Överste Ronald Månsson (Tjf.)
- 2013-04-01–2013-08-15: Överstelöjtnant Sven Antonsson (Tjf.)
- 2013-08-16–2015-05-10: Överste Gustaf Fahl[17]
- 2015-05-11–2015-08-13: Överstelöjtnant Sven Antonsson[d]
- 2015-08-14–2017-08-31: Överste Michael Nilsson[e]
- 2017-09-01–2020-05-31: Överste Stefan Smedman[f]
- 2020-06-01–2024-06-12: Brigadgeneral Rickard Johansson[g]
- 2024-06-13–2025-01-21: Överstelöjtnant Johan Skiöld [h]
- 2025-01-22-idag: Överste Lennart Widerström  [i]

## Namn, beteckning och förläggningsort
| Markstridsskolan | 1999-01-01 | – |  |

| MSS | 1999-01-01 | – |  |

| Skövde garnison (F)        | 1999-01-01 | – |            |
| Bodens garnison (D)        | 1999-01-01 | – | 2000-06-30 |
| Borensberg/Kvarns bruk (D) | 1999-01-01 | – |            |
| Prästtomta skjutfält (Ö)   | 1999-01-01 | – |            |